# Naufrage du 6 avril 2011 à Lampedusa

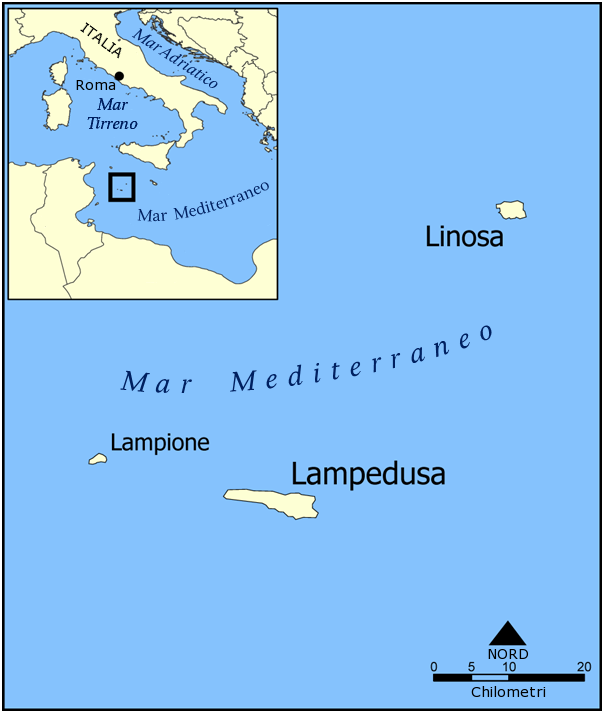
Situation géographique de Lampedusa.

Le naufrage du 6 avril 2011, au sud-ouest de l'île de Lampedusa, a causé la mort de  150 réfugiés d'Afrique sub-saharienne partis deux jours plus tôt de Zuwarah en Libye. L'embarcation faisait 13 mètres de long et transportait entre 200 et 300 personnes, principalement somaliennes et érythréennes, dont une cinquantaine ont pu être secourues,,. 